# Michelle Courtens
Michelle Courtens (Venray, 3 de agosto de 1981) más conocida como Michelle, es una cantante y música holandesa. Se dio a conocer en su país al tomar parte del Festival de la Canción de Eurovisión 2001.
En 1998 comenzó su formación académica en el conservatorio de Ámsterdam. El 2 de marzo de 2001 consiguió la victoria en la preseleccional nacional para representar a la televisión holandesa en Eurovisión. En la final obtuvo 84 puntos, 30 más que la segunda canción clasificada.
En el festival celebrado en Copenhague, Dinamarca, realizó una puesta en escena memorable (comenzó a cantar sentada en medio del escenario, con los pies descalzos). Por desgracia para ella, sólo consiguió 16 puntos y terminó en la decimoctava posición. A pesar de eso, su canción "Out On My Own" consiguió hacerse con el puesto séptimo en la lista de éxitos del país. 
En 2002 publicó un segundo sencillo, versionando el tema "Coming Up Roses". Paralelamente, ha seguido con su formación académica en el conservatorio, graduándose en el año 2005. Actualmente realiza tareas de docencia en el mismo centro.
Cuando participó en Eurovisión habló abiertamente de su lesbianismo. El 16 de septiembre de 2006 se casó con su novia Carlijn.